# 北馬城村
北馬城村（きたまきむら）は、大分県宇佐郡にあった村。現在の宇佐市の一部にあたる。

## 地理
中津平野の南東端、藻寄川と支流向野川の流域に位置していた。

## 歴史
- 1889年（明治22年）4月1日、町村制の施行により、宇佐郡岩崎村、西屋敷村、金丸村、江熊村、両戒村、出光村、山村、和気村、橋津村、日足村が合併して村制施行し、北馬城村が発足[1][2]。旧村名を継承した岩崎、西屋敷、金丸、江熊、両戒、出光、山、和気、橋津、日足の10大字を編成[2]。
- 1920年（大正9年）片倉製糸（現片倉工業）宇佐製糸所開設[2]
- 1955年（昭和30年）3月31日、宇佐郡宇佐町、封戸村（一部）と合併し、宇佐町が存続して廃止された[1][2]。

### 地名の由来
御許山の別名・馬城峰に由来。

## 産業
- 農業[2]

## 交通

### 鉄道
- 1909年（明治42年）国有鉄道大分線（現日豊本線）柳ケ浦～宇佐間が開通し宇佐駅開設[2]。1910年（明治43年）宇佐～中山香間開通[2]

## 教育
- 1910年（明治43年）村立農業補修学校開校[2]